# Poecilochorema circumvolutum
Poecilochorema circumvolutum là một loài Trichoptera thuộc họ Hydrobiosidae. Chúng phân bố ở miền Australasia.